# Ectasiocnemis caneparii
Ectasiocnemis caneparii is een keversoort uit de familie bloemspartelkevers (Scraptiidae). De wetenschappelijke naam van de soort is voor het eerst geldig gepubliceerd in 1989 door Franciscolo.